# 팔도 졸업생
팔도 졸업생은 1972년 공개된 대한민국의 영화이다.

## 배역
- 신성일
- 최무룡
- 허장강
- 황해
- 김희라
- 이대엽
- 독고성
- 장혁
- 문오장
- 최봉
- 김무영
- 전양자
- 주증녀
- 최정민
- 황백
- 남방운
- 이철
- 이예성
- 추봉